# Río Azul (Paraná)
Río Azul es un municipio brasileño situado en el estado de Paraná a una distancia de 156 kilómetros de Curitiba, la capital estadual.
Según el IBGE, el municipio tiene una superficie de 599,05 km² y una población de 14.025 habitantes (2022).

## Historia
En 1885 llegaron los primeros pioneros al actual territorio del municipio fundando el poblado de Roxo Roiz.
En 1918, Roxo Roiz fue elevado a la categoría de municipio. Más tarde, el nombre del municipio se cambió a Marumby y, en 1929, el topónimo fue modificado nuevamente, recibiendo la denominación de Río Azul. En 1932, se revocó la autonomía del municipio, la cual fue restablecida en 1934.
El topónimo adoptado tiene su origen en el río del mismo nombre que atraviesa el municipio.

## Geografía
Río Azul posee una superficie de 599,05 km² representando el 0,316 % del estado, 0,1117 % de la región y un 0,0074 % del territorio nacional. Se localiza a una latitud de 25°43′58″ sur y a una longitud de 50°47′45″ oeste, estando a una altitud de 925 m s. n. m. (metros sobre el nivel del mar). Su población en 2002, según el último censo del IBGE, era de 14.025 habitantes.

## Turismo
Los principales atractivos turísticos de la región son:
- Capilla Señor Bom Jesus: Sus paredes están decoradas con pinturas sacras de la época renacentista, realizadas por el artista Antônio Petrek. Se encuentra en Cachoeira dos Paulistas, a 7 km del centro del municipio.
- Imagen del Sagrado Corazón de Jesús: Instalada en 1988 en la cima del Morro do Cristo, en homenaje a los 50 años de sacerdocio del Padre João Salanczyk y del Padre Augusto Kolek.
- Pico del Marumbi y Gruta: Ubicado en Faxinal dos Limas, con una altitud de 1.200 metros sobre el nivel del mar, en un terreno rocoso cubierto de selva nativa donde destacan especies como araucarias angustifolia, cedros, imbuias y sassafrás. Cuenta con una pista de ala delta, área para acampar y sanitarios. Para llegar a la gruta, se recorre un sendero de dificultad media de aproximadamente 2 km.
- Parque Municipal Salto da Pedreira: Creado en 1999, tiene una extensión de aproximadamente 83.359 m². Cuenta con un bosque, sendero ecológico, piscina de agua natural, canchas deportivas, quioscos y parrillas. También ofrece un auditorio, cafeterías, sanitarios, estacionamiento y un mirador. El parque alberga además la Cascada da Pedreira, con una caída de agua de 15 metros de altura.